# Sanktuarium Wambierzyckiej Królowej Rodzin
Bazylika Nawiedzenia Najświętszej Marii Panny, Sanktuarium Wambierzyckiej Królowej Rodzin Patronki Ziemi Kłodzkiej – barokowa bazylika znajdująca się w Wambierzycach koło Radkowa w powiecie kłodzkim. Wybudowana została w latach 1715–1723. W 1936 papież Pius XI nadał kościołowi tytuł bazyliki mniejszej. Obiekt zarejestrowany jako zabytek 2 stycznia 1950 roku. Kościół parafialny.

## Historia

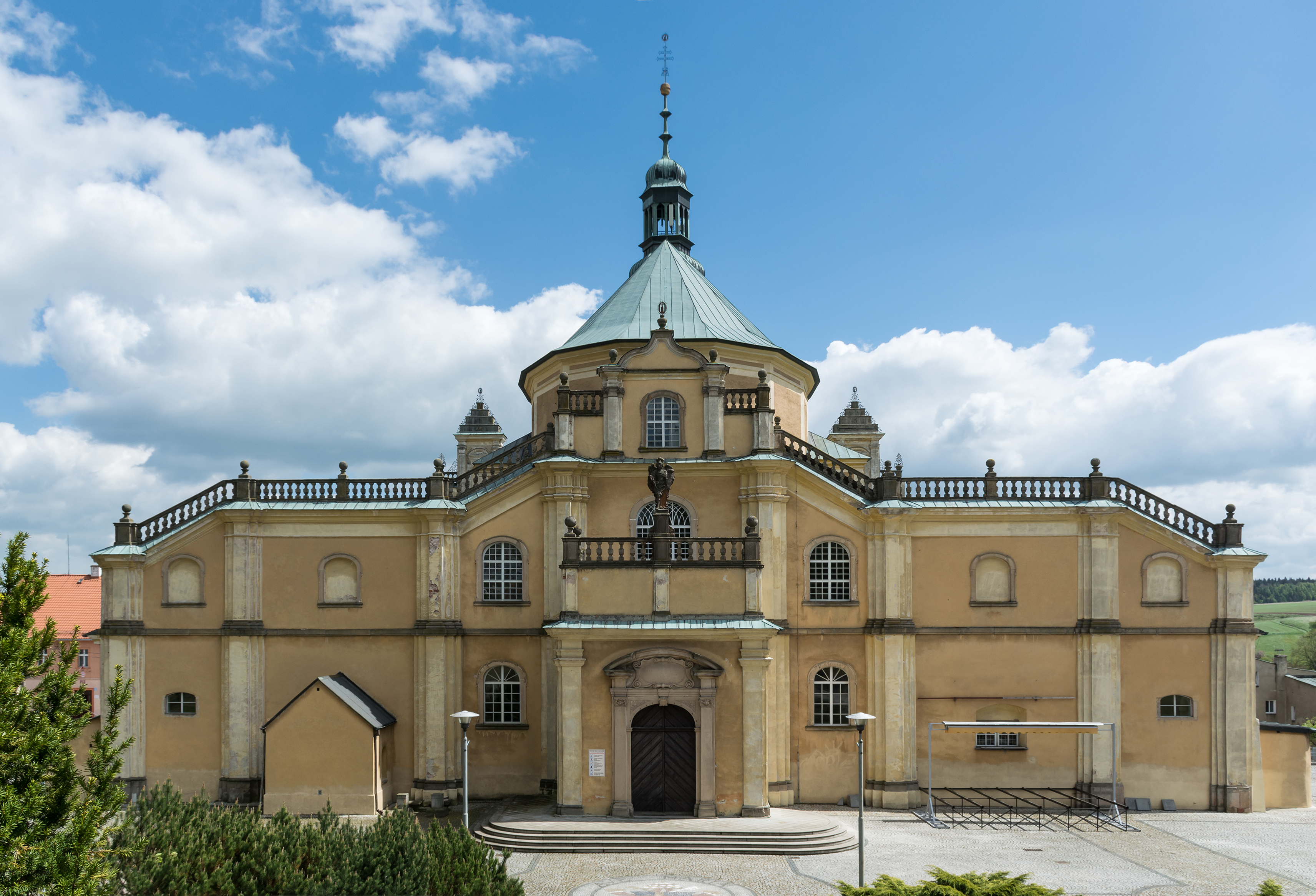
Widok od zachodu

Obecna bazylika stoi na wzgórzu, gdzie w XII w. w niszy wysokiego drzewa umieszczono figurkę Matki Boskiej. Według kronik w 1218 roku ociemniały Jan z Raszewa odzyskał w tym miejscu wzrok. Po tym zdarzeniu do Wambierzyc zaczęło podróżować wielu pielgrzymów. Wkrótce pod drzewem z figurką postawiono ołtarz, a po bokach lichtarz i chrzcielnicę. W 1263 na wzgórzu powstał drewniany kościół. 
W 1512 roku Ludwik von Panwitz wzniósł większą świątynię wybudowaną z cegły. Został on jednak zrujnowany podczas wojny trzydziestoletniej. W latach 1695–1711 wybudowano nowy kościół na zlecenie Daniela von Osterberga, który jednak szybko zaczął się walić i został rozebrany w 1714 roku. W latach 1715–1723 powstała kolejna świątynia wybudowana przez hrabiego Franciszka Antoniego von Goetzena, która przetrwała do dziś.
W 1936 papież Pius XI nadał kościołowi tytuł bazyliki mniejszej. 17 sierpnia 1980 roku kardynał Stefan Wyszyński dokonał koronacji figurki Matki Bożej przy asyście kard. Sebastiano Baggio, kard. Franciszka Tomaszka i abp Henryka Gulbinowicza, nadając jej tytuł Wambierzyckiej Królowej Rodzin.
Od 25 czerwca 2007 roku w Wambierzycach posługują franciszkanie z Prowincji św. Jadwigi Zakonu Braci Mniejszych. Pierwszym kustoszem franciszkańskim był o. Damian Franciszek Stachowicz OFM, a od 6 lipca 2009 funkcję tę pełni o. Albert Ireneusz Krzywański OFM.

## Wyposażenie
Prezbiterium jest oddzielone od nawy kratą. Ołtarz główny jest dziełem Karla Sebastiana Flackera. W centrum znajduje się rzeźba Madonny z Dzieciątkiem adorowana przez dwa anioły. Figurka wykonana z drewna lipowego ma 28 cm. Pochodzi z końca XIV w.
W nawie po stronie południowej znajduje się barokowa ambona, dzieło Flackera z 1723 roku. Jest ona ilustracją hymnu Magnificat. Ambonę wieńczy postać Ducha Świętego, poniżej widnieje Madonna w otoczeniu aniołów. Na baldachimie siedzą personifikacje kontynentów: Ameryki, Europy, Azji i Afryki. Na korpusie znajdują się rzeźby czterech ewangelistów. We wnękach prezbiterium umieszczono ołtarze pochodzące z XIX w. Od wschodu są to ołtarze: św. Jana Nepomucena, św. Walentego, św. Anny, św. Józefa i św. Antoniego. Ponad drzwiami na ścianie północnej wiszą obrazy św. Jadwigi Śląskiej, św. Otylii i św. Apolonii, a na ścianie północnej św. Jana Sarkandra, św. Franciszka Ksawerego i św. Karola Boromeusza.

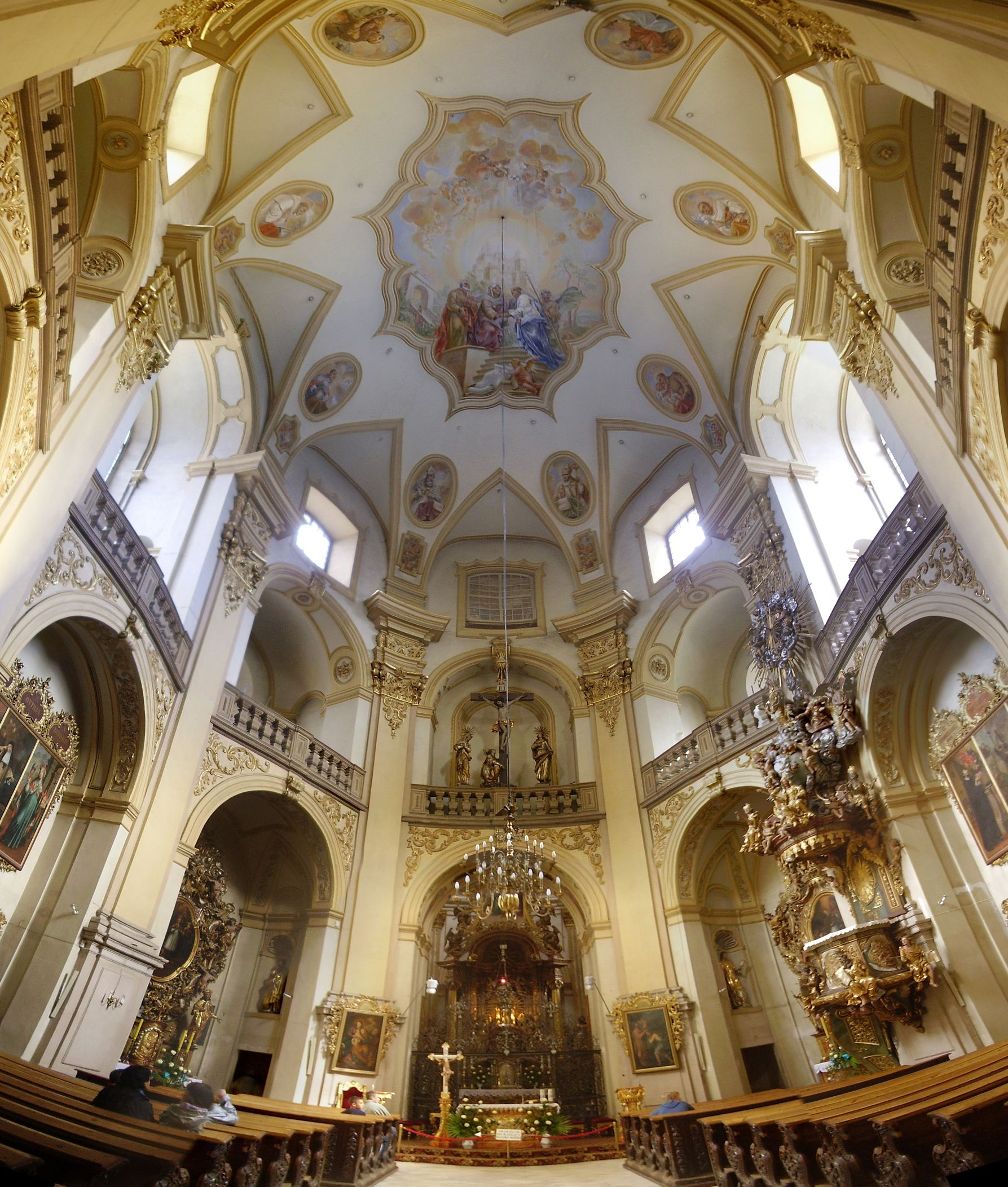
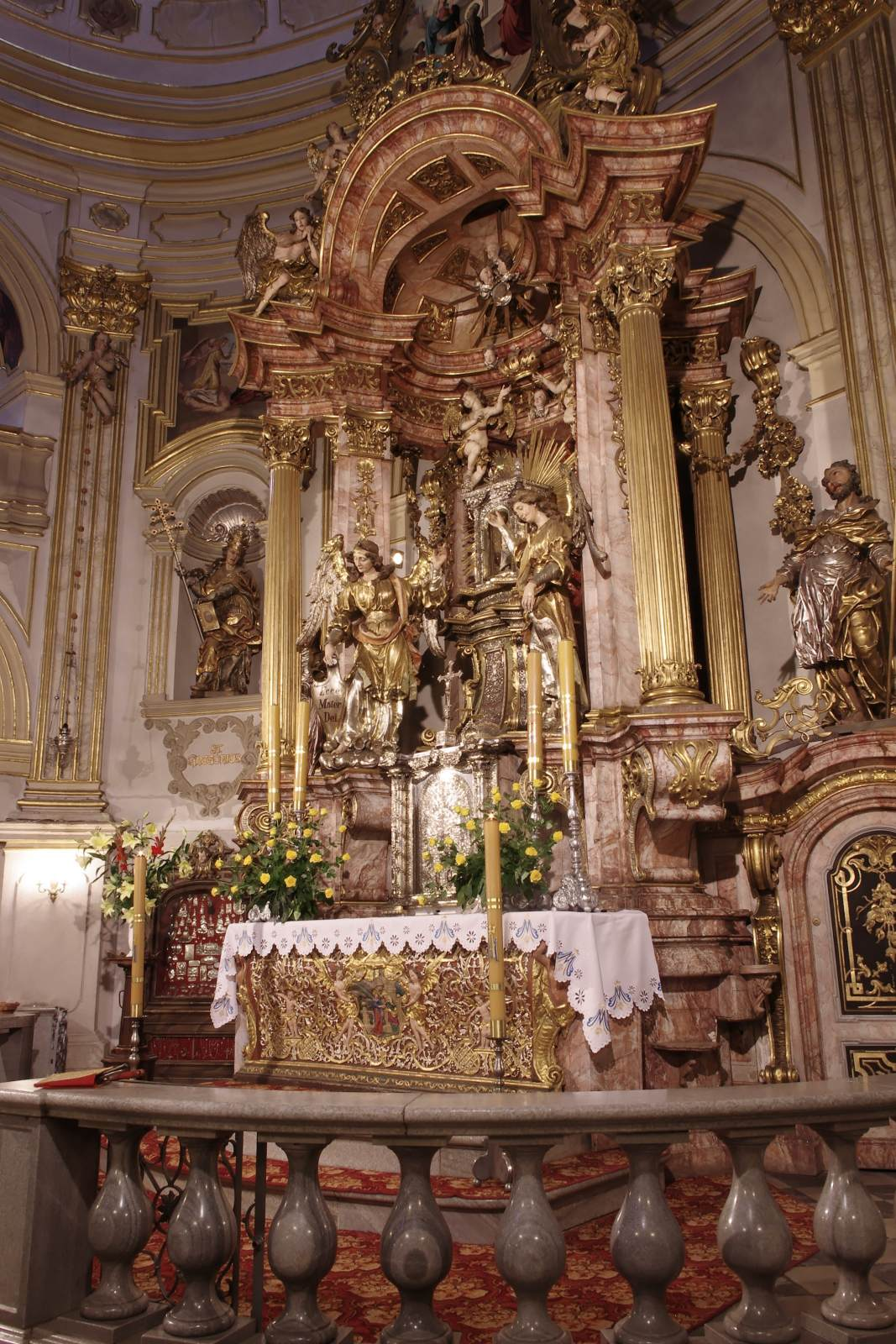
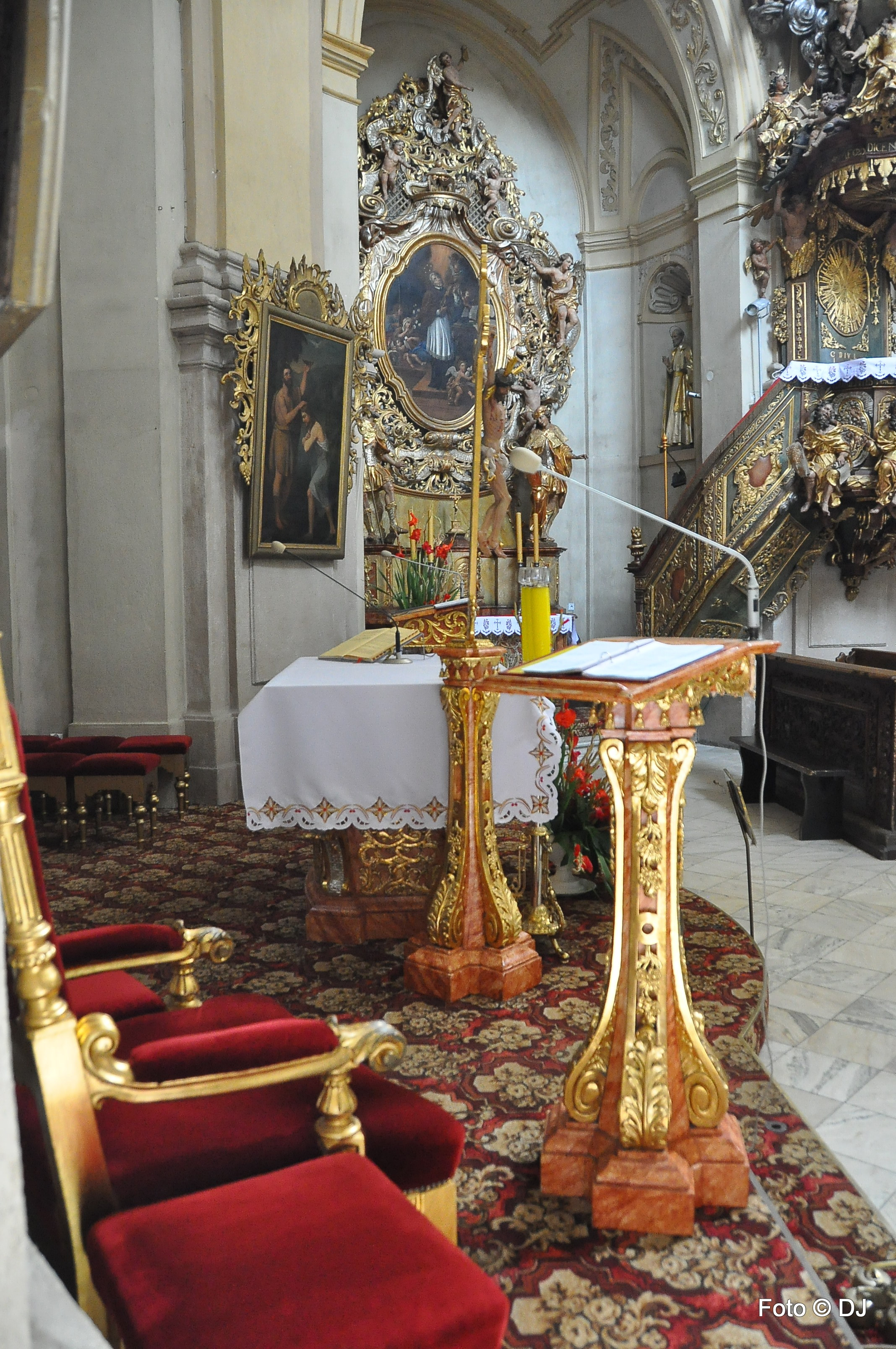
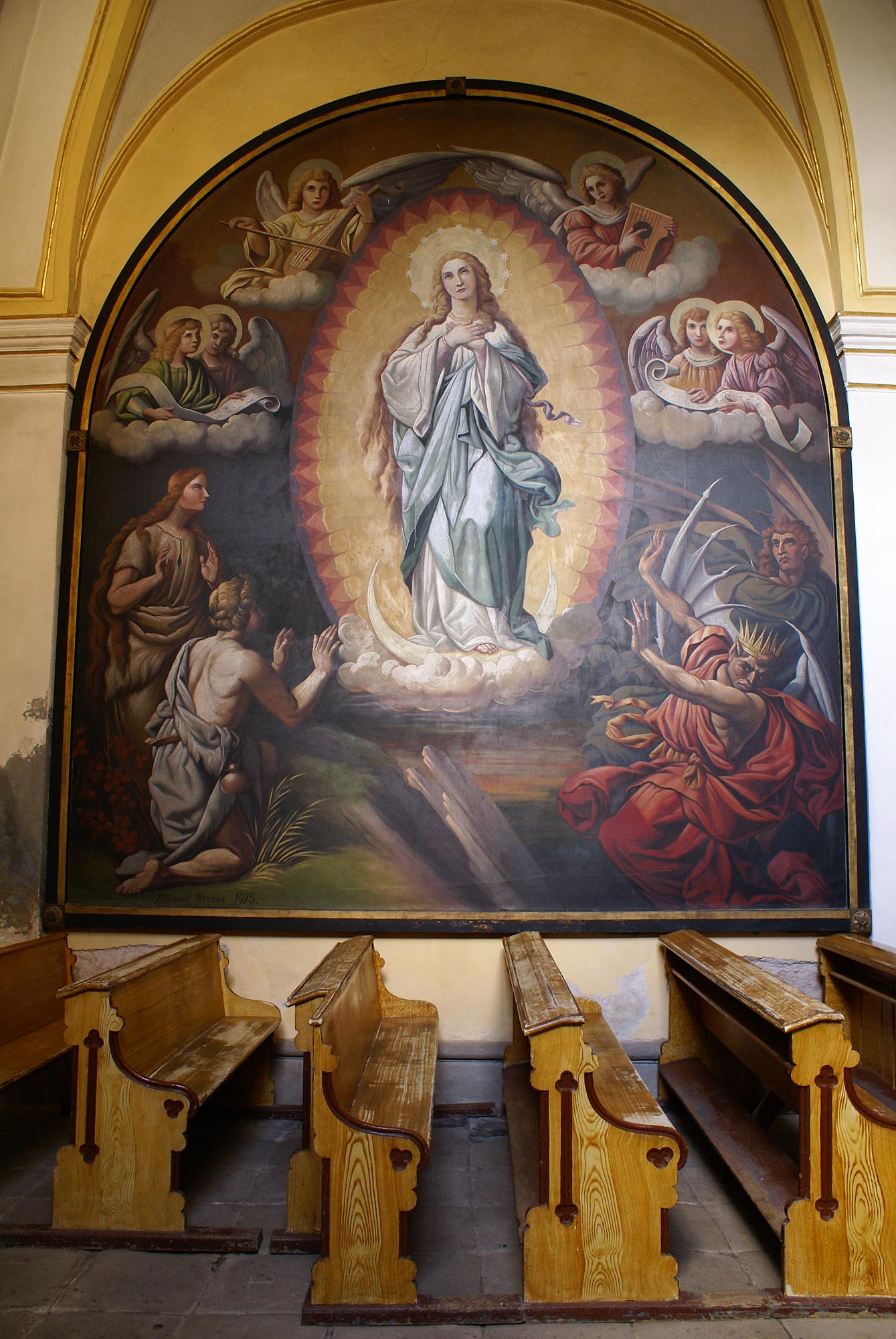
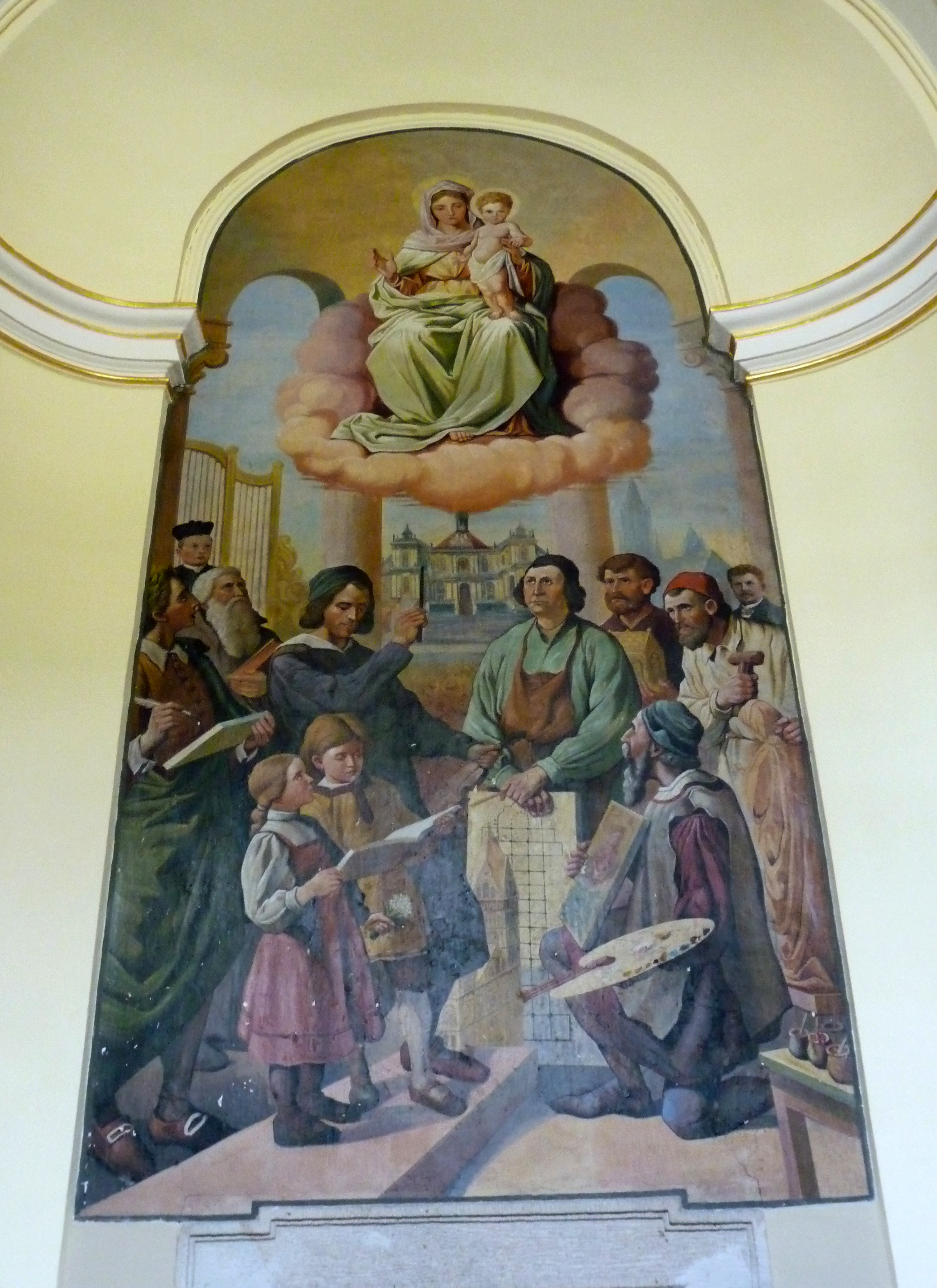
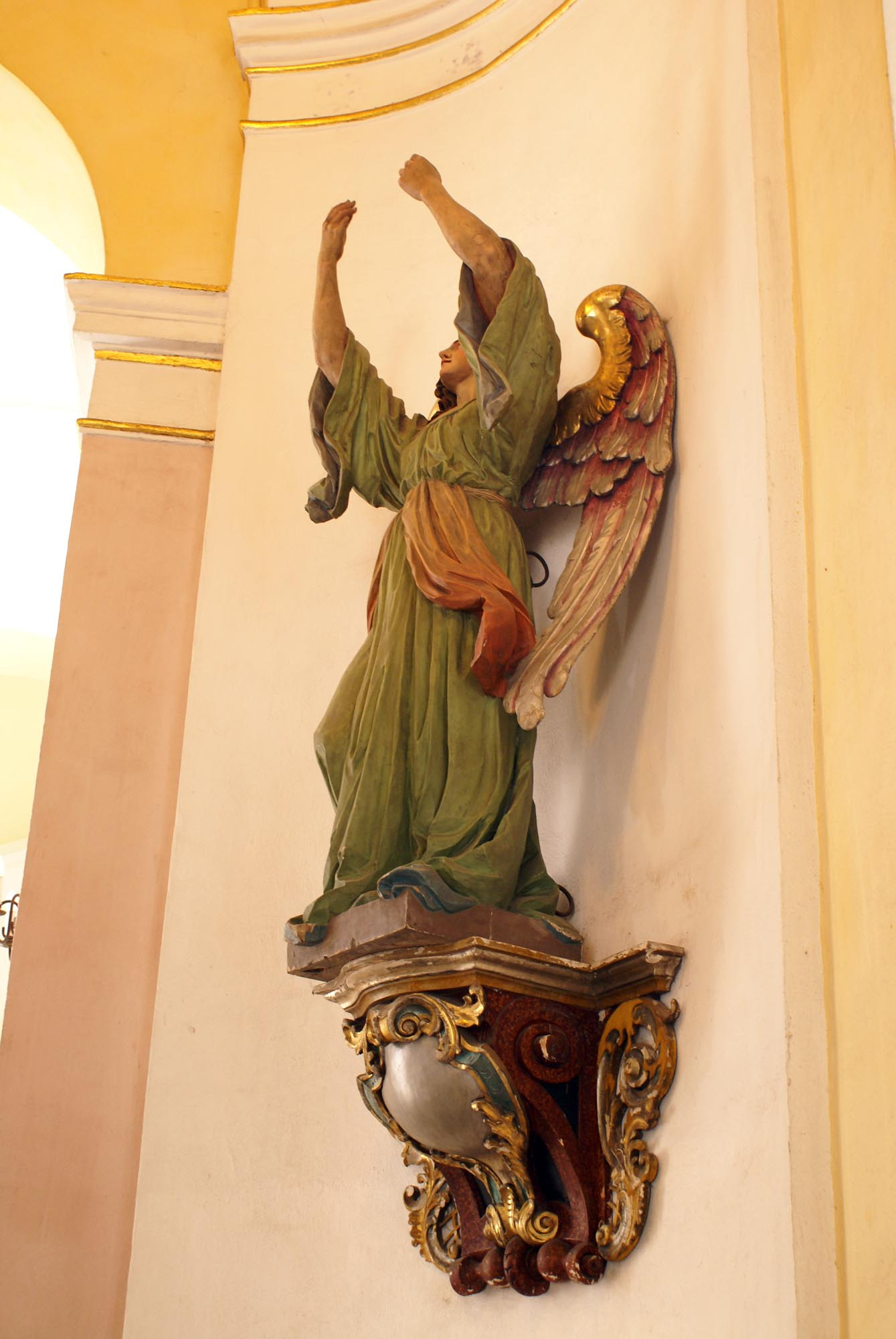